# س. ي. أوكونور
س. ي. أوكونور (بالإنجليزية: C. Y. O'Connor)‏ هو مهندس أسترالي، ولد في 11 يناير 1843 في مقاطعة ميث في جمهورية أيرلندا، وتوفي في 10 مارس 1902 في South Fremantle, Western Australia ‏ في أستراليا بسبب إصابة بعيار ناري.